# انجوی
انجوی (انگلیسی: Enjoy) شرکت رسانه‌ای روسی است، که در سال ۲۰۱۰ تأسیس شد.